# Benaleka
Benaleka (o Bena-Leka) è un insediamento umano nella Provincia del Kasai Occidentale, nella Repubblica Democratica del Congo. È situato a circa 220 km a nord-ovest della città di Kananga. L'insediamento è situato a circa 460 metri d'altitudine sul livello del mare.

## Infrastrutture e trasporti
Benaleka è nodo della rete ferroviaria nazionale.
Il 1º agosto del 2007, un treno deragliò nei pressi di Benaleka, causando più di 100 morti. Pare che la causa dell'incidente sia stata un malfunzionamento dei freni.